# Lyhundra, Frötuna, Länna, Närdinghundra, Sjuhundra, Frösåker, Häverö, Väddö, Bro och Vätö häraders/Skeppslags domsaga
Frösåker, Väddö och Häverö, Bro och Vätö häraders domsaga var en domsaga i Stockholms län. Den bildades 1715 och upphörde 1777 då den delades upp i Frösåker, Väddö och Häverö, Bro och Vätö häraders domsaga och Lyhundra, Sjuhundra, Frötuna och Länna och Närdinghundra domsaga.
Domsagan lydde under Svea hovrätts domkrets.

## Härader/skeppslag
Domsagan omfattade Frösåkers härad, Väddö och Häverö skeppslag och Bro och Vätö skeppslag samt Närdinghundra härad, Lyhundra härad, Sjuhundra härad och Frötuna och Länna skeppslag

## Tingslag
- Närdinghundra tingslag
- Lyhundra tingslag
- Sjuhundra tingslag
- Frötuna och Länna skeppslags tingslag
- Frösåkers tingslag
- Väddö och Häverö skeppslags tingslag
- Bro och Vätö skeppslags tingslag

## Häradshövdingar
- 1715-1717 Carl Löfgren
- 1718 Petter Abrahamsson
- 1719-1735 Johan Linderstedt
- 1735-1753 Carl Dubbe
- 1753-1755 Johan Ehrenhielm
- 1757-1762 Jonas Aschling
- 1762-1777 Joachim Steen